# オーシャンシティ (ニュージャージー州)
オーシャンシティ（英: Ocean City）は、アメリカ合衆国ニュージャージー州のケープメイ郡にある都市。郡内では面積最大の市であり、ケープメイ郡全体で構成されるオーシャンシティ都市圏の中核である。人口は1万1229人（2020年）。
夏の間は、観光客やセカンドハウスの所有者が押しかけるので、人口は11万5000人から13万人に膨れあがると推計されている。
1884年5月3日、ニュージャージー州議会の法により、同年4月30日の住民投票結果に基づき、アッパー・タウンシップの一部から「ボロ」として創設され、1890年3月31日に「ボロ」として再度法人化された。現在の市政府形態は1897年3月25日に法人化されたものである。
家族向けのリゾート地として知られ、1879年に設立されたときから市域内でのアルコール飲料販売を禁じてきた。長い保護された海浜、全長2.5マイル (4.0 km) ある板道、風変わりな中心街のショッピングと食事の町並みがある。
「トラベル・チャンネル」は、オーシャンシティを「2005年最良の家族向け海浜」に選んだ。2008年、ニュージャージー州海洋科学コンソーシアムが後援する州内トップビーチ・コンテストで、オーシャンシティの海浜は第3位になった。2009年のトップビーチ・コンテストでは第1位だった。
6月初旬からレイバーデイ（9月の第1月曜日）まで、12歳以上の住民が海浜に入るためにはビーチ・タグの購入が求められる。2013年、1日パスは5ドル、1週間パスは10ドル、季節パスは25ドルだった。メモリアルデイ（5月最終月曜日）以前に購入する場合、季節パスは20ドルになる。

## 歴史

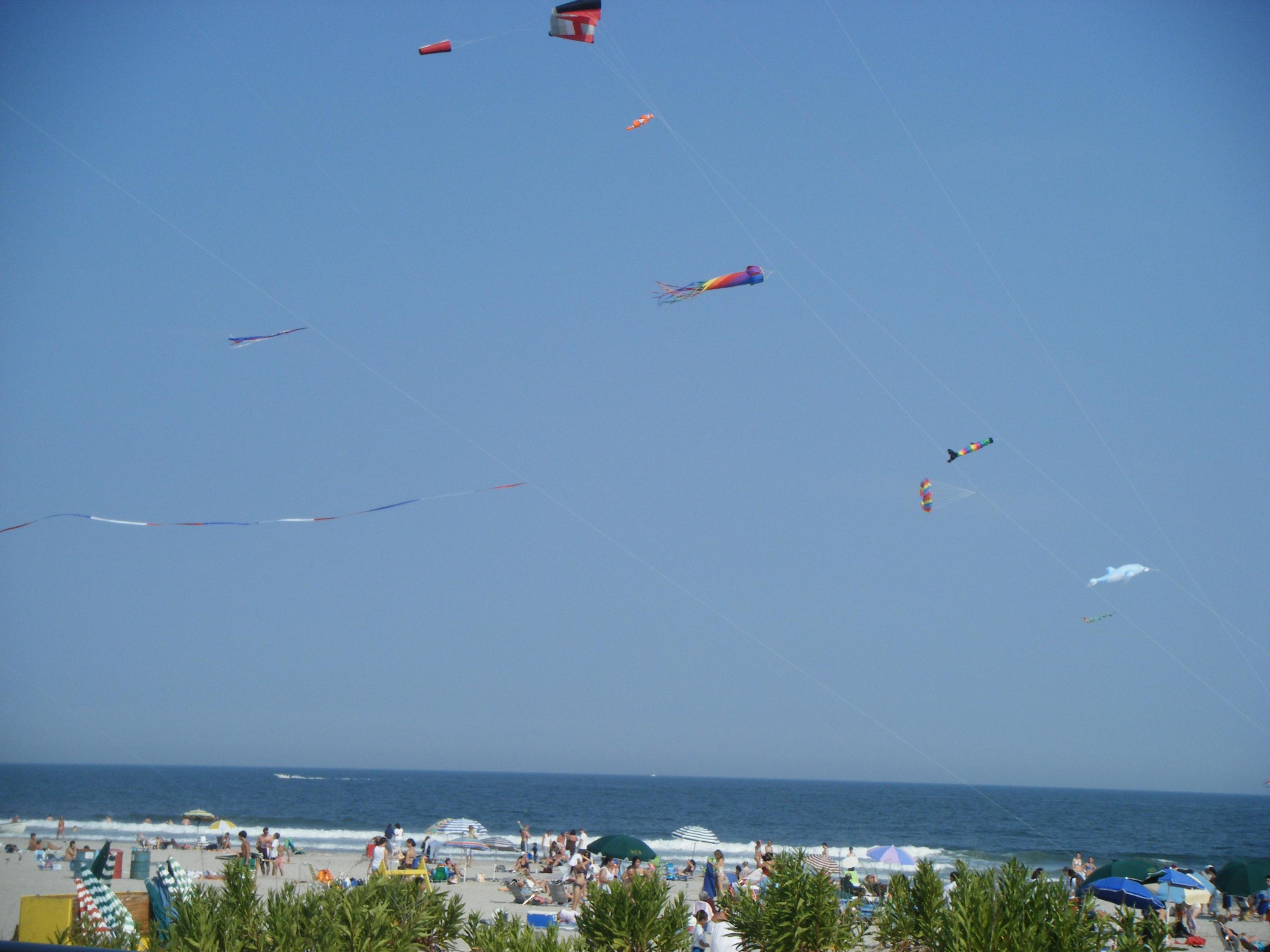
海辺の凧

オーシャンシティが現在ある島と長さ7マイル (11 km) におよぶ砂丘と湿地の並びは、有史以前から地元のインディアンが利用しており、夏の間は豊富な魚が獲れた。始めにサマーズ一家がこの島を購入し、ペックの海浜と名付けた。これは島をキャンプ地にしていた捕鯨業者ジョン・ペックの名前から名付けたと考えられる。
1879年9月10日、エズラ・B・レイク、ジェイムズ・レイク、S・ウェズリー・レイク、ウィリアム・バーレルという4人のメソジスト牧師が、オーシャングローブ支部でキリスト教徒の待避所とキャンプ集会所を設立する好適地としてこの島を選定した。彼等は背の高いヒマラヤスギの下に集まっており、この木が今日もオーシャンシティ・タバーナクルのロビーに立っている。設立者達は「オーシャンシティ」という名称を選定した後に、「オーシャンシティ協会」を設立し、コテージ、ホテル、企業用に通りと区画の配置を決めた。ウェズリー・アベニューとアズベリー・アベニューの間、5番通りから6番通りにオーシャンシティ・タバーナクルが建設された。キャンプ集会は翌年夏に開催された。その最初から宗教色が強かったので、市内でのアルコール飲料の販売と公衆の場での飲用は禁じられた。
島に渡る最初の橋が1883年に掛けられ、間もなく鉄道も通じた。1881年、最初の学校が開校した。ボードウォークが大きくなり、何度か場所も変えた。1901年12月15日、海岸の沖で日本の神戸からニューヨーク市に向かっていたシンディアが沈没し、その後も砂の下に沈んでいる。この船に載っていたと考えられる宝を回収する試みは、最近のものでも1970年代に行われたが、常に失敗だった。1927年に起きた大火で町の様相が大きく変わった。

## ボードウォーク

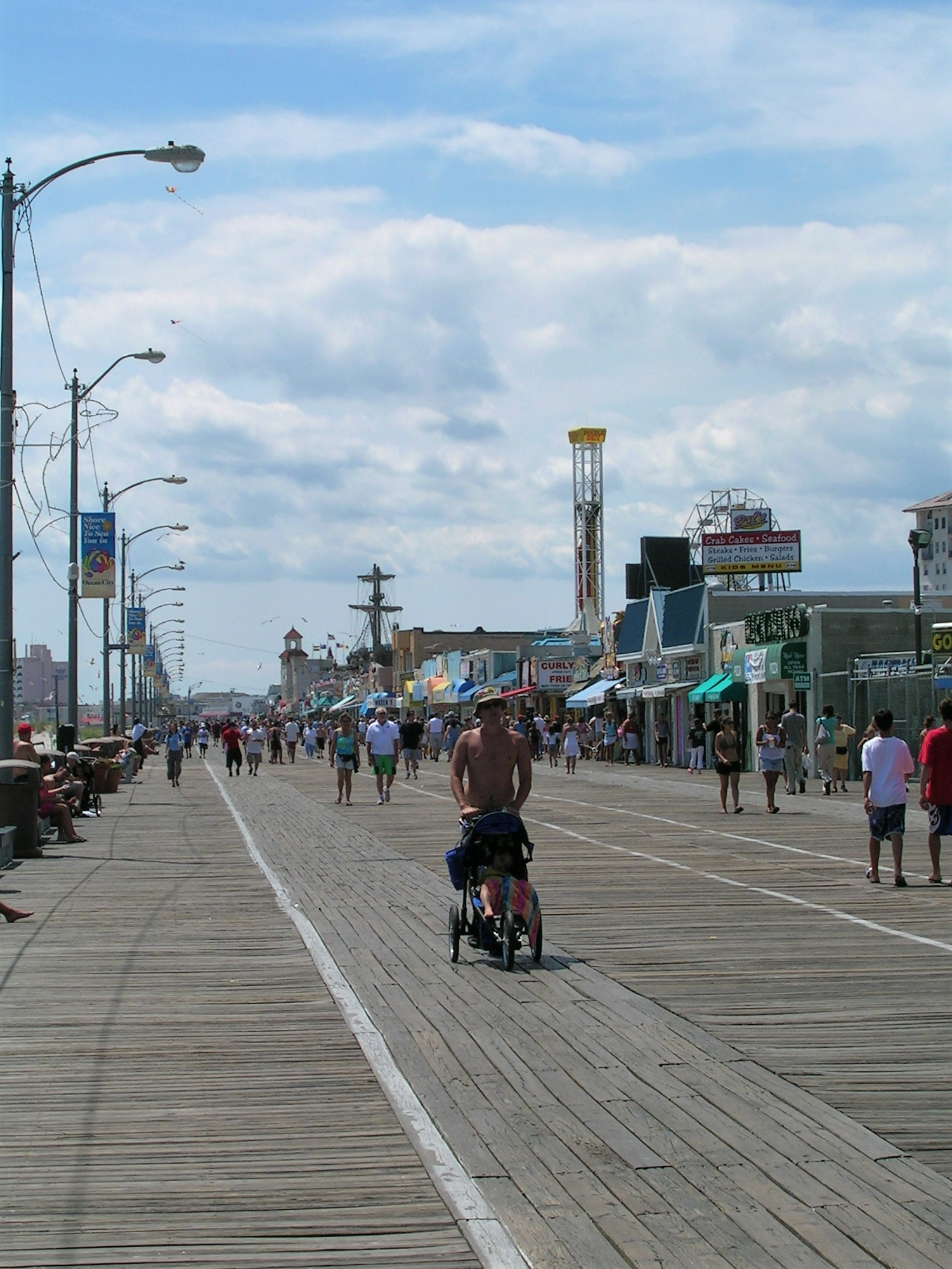
オーシャンシティのボードウォーク、南を望む

オーシャンシティのボードウォークはこのリゾート地で最大級に認識されるランドマークである。世界でも良く知られている。長さは2.5マイル (4.0 km)、23番通りから北のセントジェイムズ・プレースまで伸びている。運動する人のために1マイル毎に表示がある。
最初に作られたのは1880年であり、第2通りの桟橋から第4通りとウェスト・アベニューまでだった。1885年、海浜全体に拡張する計画が作られ、11番通りに最初のアミューズメントハウス「ジ・イクスカーション」がオープンした。9番通りに2つめのアミューズメントハウスである「I・G・アダムズ・パビリオン」とボードウォークが間もなくオープンしたが、1893年の火事で焼失した。1927年に2回目の大火が起きた後、ボードウォークとその企業は、300フィート (90 m) 大洋に近く、コンクリート杭の上に再建され、元のボードウォークや建物があった場所に駐車場が設けられた。1年後にオーシャンシティ・ミュージックピアがオープンした。
1965年、6番通りのボードウォークにワンダーランド・アミューズメントパークがオープンし、現在は「ジリアンのワンダフルピア」と呼ばれて残っている。「ランナウェイ・トレイン」と呼ばれる鋼製のコースターが運行されている。もう1つ、プレイランドのキャスタウェイコーブというアミューズメントパークが、10番通りのボードウォークにある。回転コースターである「パイソン」と、ワイルドマウスのコースターである「フリッツァー」が運行されている。キャスタウェイコーブの新しいシャトル・コースター「ストーム」は2013年夏に完成する。このために子供用乗り物2つが撤去された。
2007年、ボードウォークを張り替えるために市が提案したアイペという木材について議論が持ち上がった。環境問題活動家がこの材料を使うことに抗議したが、計画は進行した。
今日、ボードウォークと交差する通りの多くで自転車とサリー型馬車を借りることができるが、夏の正午前のボードウォークでのみ利用できる。ボードウォークのアトラクションは、2つの家族向けアミューズメントパークの乗り物とゲーム、アーケード、ミュージックピア、ウォーターパークと様々なテーマのミニチュア・ゴルフ場がある。着席できるレストランからファネルケーキまで、食事も幅広い選択肢がある。

## 地理
オーシャンシティは北緯39度15分49秒 西経74度36分17秒 / 北緯39.263596度 西経74.604605度 (39.263596,-74.604605)に位置している。
アメリカ合衆国国勢調査局に拠れば、郡域全面積は10.797 平方マイル (27.964 km2)であり、このうち陸地6.333 平方マイル (16.402 km2)、水域は4.464 平方マイル (39 km2)で水域率は41.35%である。
オーシャンシティ自体がバリア島の上に乗っており、幾つかの橋で本土と繋がれている。34番通り（ルーズベルト・ブールバード）橋でアッパー・タウンシップのマーモラと、オーシャンシティ・ロングポート橋でエッグハーバー・タウンシップと、9番通り橋（ニュージャージー州道52号線）でサマーズポイントと、カーソンの入江橋でアッパー・タウンシップのストラスミアと繋がれている。東は大西洋である。

## 人口動態

### 2010年国勢調査
以下は2010年の国勢調査による人口統計データである。
| 基礎データ - 人口: 11,701人 - 世帯数: 5,990世帯 - 家族数: 3,086家族 - 人口密度: 713.4人/km2（1847.7人/mi2） - 住居数: 20,871軒 - 住居密度: 1,272.5軒/km2（3,295.7軒/mi2） 人種別人口構成 - 白人: 92.05% - アフリカン・アメリカン: 3.50% - ネイティブ・アメリカン: 0.13% - アジア人: 0.71% - 太平洋諸島系: 0.03% - その他の人種: 1.91% - 混血: 1.67% - ヒスパニック・ラテン系: 5.50% | 年齢別人口構成 - 18歳未満: 14.4% - 18-24歳: 6.4% - 25-44歳: 16.7% - 45-64歳: 32.9% - 65歳以上: 29.7% - 年齢の中央値: 54歳 - 性比（女性100人あたり男性の人口） - 総人口: 88.7 - 18歳以上: 86.4 世帯と家族（対世帯数） - 18歳未満の子供がいる: 14.8% - 結婚・同居している夫婦: 40.6% - 未婚・離婚・死別女性が世帯主: 8.8% - 非家族世帯: 42.1% - 単身世帯: 21.3% - 65歳以上の老人1人暮らし: 11.0% - 平均構成人数 - 世帯: 1.98人 - 家族: 2.68人 | 収入と家計（2006年から2010年のアメリカン・コミュニティ・サーベイ統計） - 収入の中央値 - 世帯: 55,202米ドル - 家族: 79,196米ドル - 性別 - 男性: 48,475米ドル - 女性: 41,154米ドル - 人口1人あたり収入: 40,864米ドル - 貧困線以下 - 対人口: 6.4% - 対家族数: 5.1% - 18歳未満: 4.3% - 65歳以上: 5.8% |

### 2000年国勢調査
以下は2000年の国勢調査による人口統計データである。
| 基礎データ - 人口: 15,378 人 - 世帯数: 7,464 世帯 - 家族数: 4,008 家族 - 人口密度: 858.0人/km2（2,222.8 人/mi2） - 住居数: 20,298 軒 - 住居密度: 1,132.5軒/km2（2,934.0 軒/mi2） 人種別人口構成 - 白人: 93.57% - アフリカン・アメリカン: 4.31% - ネイティブ・アメリカン: 0.12% - アジア人: 0.56% - 太平洋諸島系: 0.07% - その他の人種: 0.52% - 混血: 0.86% - ヒスパニック・ラテン系: 1.99% | 年齢別人口構成 - 18歳未満: 16.4% - 18-24歳: 5.6% - 25-44歳: 23.8% - 45-64歳: 28.3% - 65歳以上: 25.9% - 年齢の中央値: 48歳 - 性比（女性100人あたり男性の人口） - 総人口: 86.4 - 18歳以上: 82.8 世帯と家族（対世帯数） - 18歳未満の子供がいる: 16.9% - 結婚・同居している夫婦: 41.9% - 未婚・離婚・死別女性が世帯主: 9.2% - 非家族世帯: 46.3% - 単身世帯: 40.4% - 65歳以上の老人1人暮らし: 17.7% - 平均構成人数 - 世帯: 2.02人 - 家族: 2.71人 | 収入と家計 - 収入の中央値 - 世帯: 44,158米ドル - 家族: 61,731米ドル - 性別 - 男性: 42,224米ドル - 女性: 31,282米ドル - 人口1人あたり収入: 33,217米ドル - 貧困線以下 - 対人口: 6.8% - 対家族数: 4.3% - 18歳未満: 10.0% - 65歳以上: 6.5% |

## 政府と政治

### 市政府
オーシャンシティ市は1897年3月25日に法人化された。1978年7月1日以降、フォークナー法による政府形態を採用している。
市長は行政部門の長であり、任期は4年間、年給により非常勤で務める。市長は市政委員会を主宰せず、投票権も無い。条例について拒否権があるが、委員会の3分の2以上の賛成で拒否権を無効にできる。
市政委員会が立法府であり、委員は7人いる。4人は小選挙区から選ばれ、3人は市全体を選挙区に選出される。任期は4年間であり、2年毎に半数が改選される。

### 連邦、州、郡の政府機関
オーシャンシティはアメリカ合衆国下院ニュージャージー州第2選挙区に属している。州議会では第1選挙区に入っている。
ケープメイ郡郡政委員会（ニュージャージー州では "Board of Chosen Freeholders" と呼ばれる）は5人の委員で構成され、任期は3年間、毎年1人または2人が改選される。毎年1月に再編成され、委員長と副委員長を互選する。

### 政治
2011年3月23日時点で、オーシャンシティ市には有権者が8,810 人登録されており、その内1,747 人（19.8%）は民主党、3,776 人（42.9%）は共和党、3,282 人（37.3%）は無党派だった。他の政党で登録したのは5人のみだった。
2008年アメリカ合衆国大統領選挙では、共和党のジョン・マケインが総投票数7,058 のうち3,949 票、56.0%を獲得し、民主党のバラク・オバマは2,982 票、42.2%だった。登録有権者数は8,683 人、投票率は81.3%だった。
2004年では、共和党のジョージ・W・ブッシュが4,431 票、59.0%を得て、民主党のジョン・ケリーの2,945 票、39.2%を上回った。登録有権者数は10,310 人、投票数7,516 票、投票率は72.9%だった。
2009年ニュージャージー州知事選挙では、共和党のクリス・クリスティが2,894 票、58.2%を獲得し、民主党のジョン・コーザインの1,707票、34.3%に勝利した。独立系のクリス・ダゲットが306票、6.1%だった。登録有権者数は9,008 人、投票数4,976 票、投票率は55.2% だった。

## 教育
市内の公立学校はオーシャンシティ公共教育学区が運営しており、幼稚園前から12年生（高校生）までを教えている。2010年から2011年の教育年度で、地区内には3の学校があり、小学校、中学校、高校各1校である。
隣接教育学区との互恵関係により、コービン市とアッパー・タウンシップの高校生はオーシャンシティ高校に通い、またシーアイルシティの中高生（5年生から12年生）はオーシャンシティ中学校と高校に通っている。

## スポーツ
サッカーのUSLプレミアデベロップメントリーグに属するオーシャンシティ・ノーイースターズはキャリー・スタジアムを本拠地にしている。

## メディア
市内では「オーシャンシティ・センティネル」と「ザ・ガゼット」の2つの新聞が発行され、他に週刊紙の「ジ・オーシャンシティ・シュアガイド」、隔月刊雑誌「ジ・オーシャンシティ・サン」が発行されている。「オーシャンシティ・マガジン」というライフスタイル雑誌もある。

## 著名な出身者

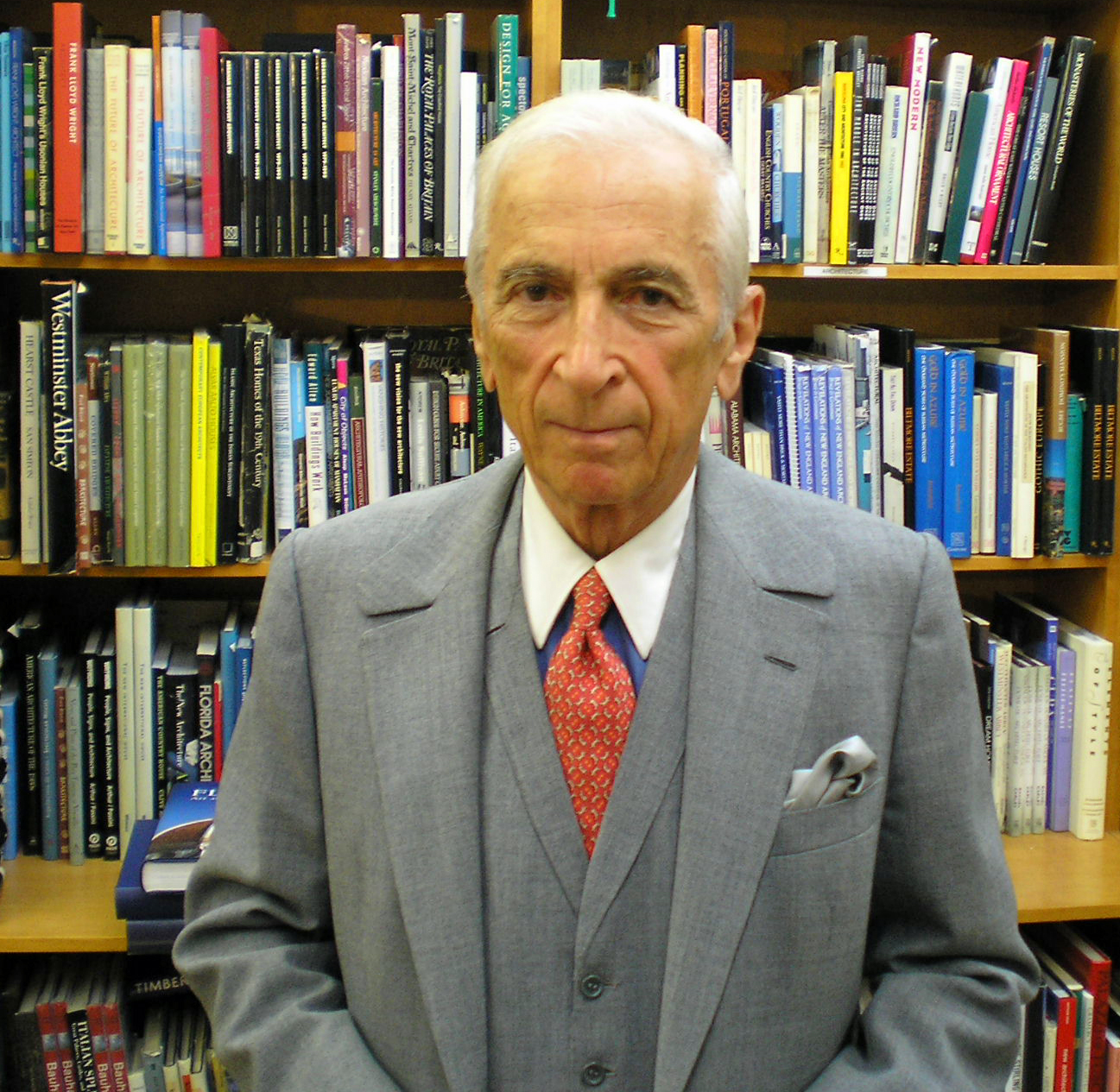
ゲイ・タリーズ

- デイビッド・エイカーズ（1974年-）、NFLアメリカンフットボール選手、デトロイト・ライオンズ、オーシャンシティ南端に家を持っている[54]
- ボビー・クラーク（1949年-）、NHLアイスホッケー選手、フィラデルフィア・フライヤーズで15シーズンをプレイ、スタンレー・カップを2度獲得、リーグのMVPに与えられるハート記念賞を3回受賞[11]
- グレース・ケリー（1929年-1982年）、アカデミー賞を受賞した女優、モナコ大公妃、オーシャンシティの夏の住人、26番通りとウェズリー・アベニューの角に家があった[55]
- ジェームズ・ステュアート（1908年-1997年）、俳優、子供の時に、家族の休暇用家で夏を過ごした[56]
- ゲイ・タリーズ（1932年-）、著作家、ジャーナリスト、オーシャンシティのイタリア地区で育ち、休暇は妻と共に過ごしている[57]

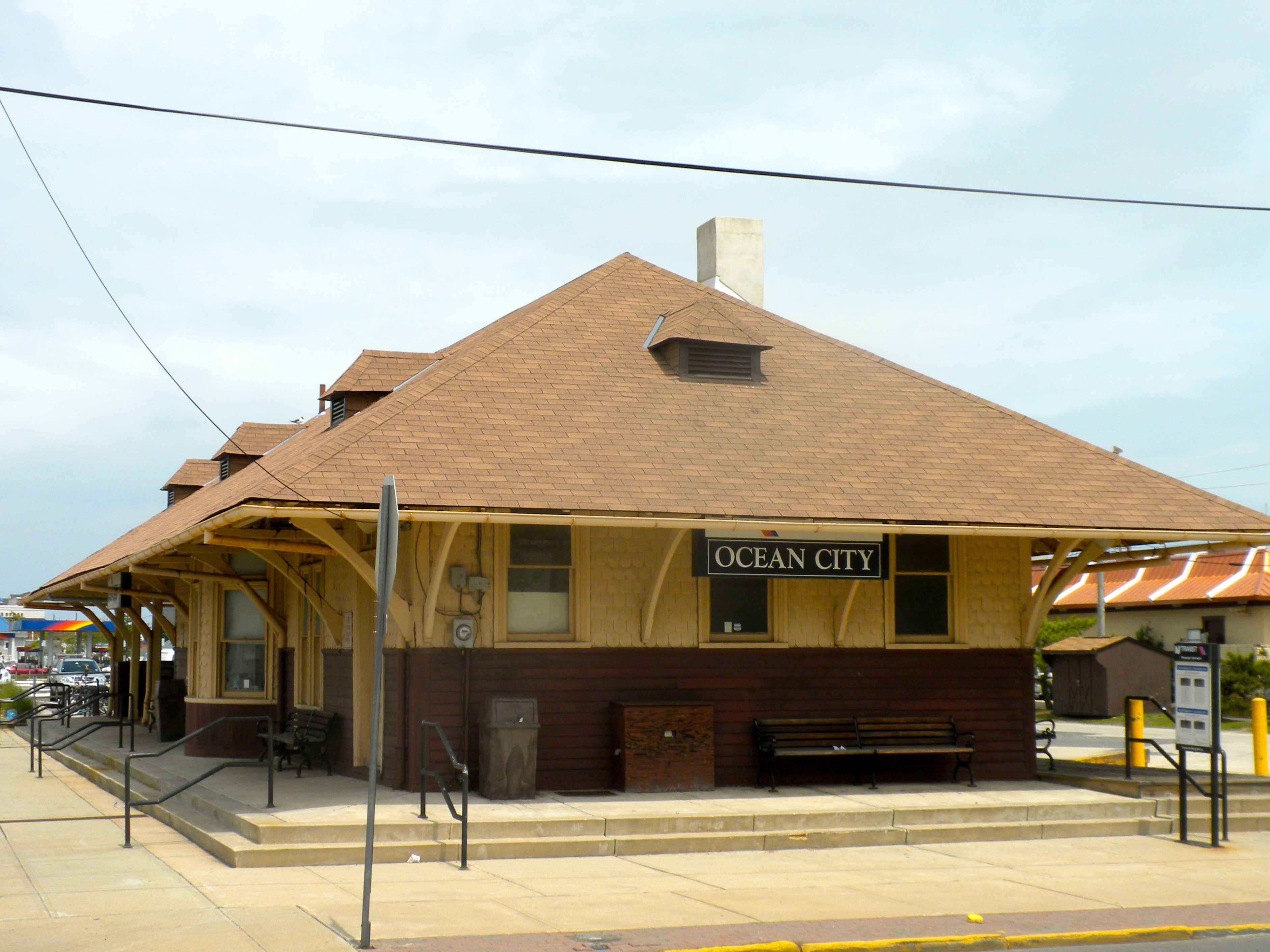
オーシャンシティ10番通り駅

## 歴史的な場所
- フランダース・ホテル
- オーシャンシティ34番通り駅（解体された）
- オーシャンシティ市役所
- オーシャンシティ救命詰め所
- オーシャンシティ住宅歴史地区
- オーシャンシティ10番通り駅